# Хюсню Налбантоолу
Хюсню Налбантоолу е предприемач и общественик във Варна от края на ХIХ век.

## Биография
Хюсню Налбантоолу е избран за член на Варненския общински съвет на местните избори, проведени във Варна на 5 септември 1893 година. Преизбран е за общински съветник на следващата 1894 година с листата на Бюрото на Народната партия. и отново през 1895 г., през 1899 г. и през 1902 г.
На 11 февруари 1902 г. е утвърден от Министерството на народното просвещение за член на училищните настоятелства на турските училища в гр. Варна. Член е на общинския съвет, посрещнал руската делегация начело с великия княз Николай Николаевич младши и взел единодушното решение Централната градска градина да се наименува „Цар Освободител“, граф Николай Игнатиев да бъде прогласен за почетен гражданин на Варна и бюст-паметникът му да се постави в градината.